# Роанок (река)
Ро́анок (англ. Roanoke River) — река на востоке США.

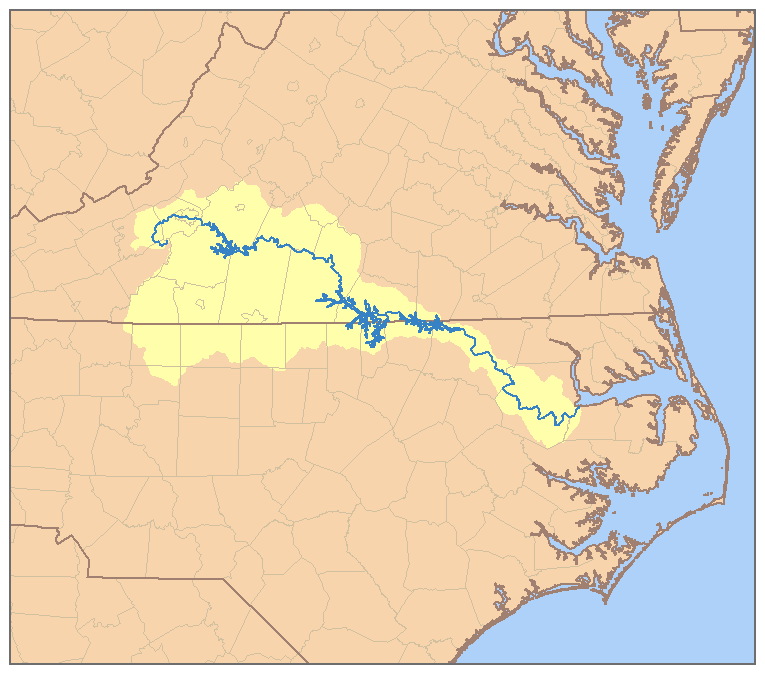
Бассейн реки Роанок

Длина реки оценивается от 660 до 725 км. Разность в значениях возникает из-за того, что иногда верховья рассматривают как отдельную реку Staunton River. Площадь водосборного бассейна — около 25 тыс. км².
Истоки реки находятся на склонах Голубых гор (система Аппалачей) в Виргинии. Далее река течёт в юго-восточном направлении по одноимённой долине, пересекая границу штата с Северной Каролиной, впадая в залив Албемарл Атлантического океана. На реке находятся несколько крупных озёр и водохранилищ. В низовьях река судоходна для небольших судов.
Исторически река известна тем, что в её бассейне располагались ранние колонии Англии: Роанок, Виргиния, Каролина.